# Cyphochilus testaceipes
Cyphochilus testaceipes är en skalbaggsart som beskrevs av Leon Fairmaire 1902. Cyphochilus testaceipes ingår i släktet Cyphochilus och familjen Melolonthidae. Inga underarter finns listade i Catalogue of Life.